# Брольо, Эмилио
Эмилио Брольо (итал. Emilio Broglio; 1814—1892) — итальянский писатель, политик и государственный деятель.

## Биография
Эмилио Брольо родился 13 февраля 1814 года в городе Милане. Изучал в Вероне и Павии юридические науки, политическую экономию и статистику.
В 1840 году вместе с Алеардо Алеарди путешествовал по Италии и в 1842 занял место секретаря в Обществе Ломбардской железной дороги. 
С 1846 до 1848 он вместе с Манином ревностно занимался подготовкой революции. Когда революция вспыхнула, он был назначен секретарем временного правительства. После подавления революционного движения, Брольо отправился в Пьемонт, где был избран в парламент. 
В 1859 году он возвратился на родину и стал редактором журнала «La Lombardia». 
В 1861—1876 г.г. был членом парламента, в 1867 году министром народного просвещения.
Эмилио Брольо умер 21 февраля 1892 года в Риме.
Его сын Эрнесто также избрал политическую карьеру и в 1901—1903 гг. был министром казначейства в кабинете Занарделли.